# Elite Daily
Elite Daily é uma revista eletrônica destinada ao público feminino, tratando de assuntos como beleza, moda, estilo de vida e entretenimento. Situada em Nova Iorque, foi fundada em 1 de fevereiro de 2012 pelo empresário Bryan Goldberg e, atualmente, pertence à Bustle Digital Group, editora conhecida por ser proprietária de outras publicações, como a Bustle e Nylon. O time da revista também têm se envolvido na indústria do entretenimento audiovisual; em 2014, desenvolveram um documentário sobre o uso medicinal da cannabis, cujo trabalho recebeu destaque na Academia Nacional de Artes e Ciências Televisivas.